# Olympische Sommerspiele 2016/Teilnehmer (Slowakei)
| Gelbes Symbol für Goldmedaillen mit stilisierten Olympischen Ringen | Graues Symbol für Silbermedaillen mit stilisierten Olympischen Ringen | Braundes Symbol für Bronzemedaillen mit stilisierten Olympischen Ringen |
| ------------------------------------------------------------------- | --------------------------------------------------------------------- | ----------------------------------------------------------------------- |
| 2                                                                   | 2                                                                     | —                                                                       |

Die Slowakei nahm an den Olympischen Spielen 2016 in Rio de Janeiro teil. Es war die insgesamt sechste Teilnahme an Olympischen Sommerspielen. Das Slovenský olympijský a športový výbor nominierte 51 Athleten in 12 Sportarten.

## Teilnehmer nach Sportarten

### Bogenschießen
| Athleten          | Wettbewerb | Qualifikation | Qualifikation | 1. Runde        | 1. Runde      | 2. Runde      | 2. Runde      | Achtelfinale  | Achtelfinale  | Viertelfinale | Viertelfinale | Halbfinale    | Halbfinale    | Finale        | Finale        | Rang |
| Athleten          | Wettbewerb | Ringe         | Rang          | Gegner          | Ergebnis      | Gegner        | Ergebnis      | Gegner        | Ergebnis      | Gegner        | Ergebnis      | Gegner        | Ergebnis      | Gegner        | Ergebnis      | Rang |
| ----------------- | ---------- | ------------- | ------------- | --------------- | ------------- | ------------- | ------------- | ------------- | ------------- | ------------- | ------------- | ------------- | ------------- | ------------- | ------------- | ---- |
| Frauen            |            |               |               |                 |               |               |               |               |               |               |               |               |               |               |               |      |
| Alexandra Longová | Einzel     | 640           | 42            | Laxmirani Majhi | 7-1 (108:101) | Qi Yuhong     | 0-6 (77:84)   | ausgeschieden | ausgeschieden | ausgeschieden | ausgeschieden | ausgeschieden | ausgeschieden | ausgeschieden | ausgeschieden | 17   |
| Männer            |            |               |               |                 |               |               |               |               |               |               |               |               |               |               |               |      |
| Boris Baláž       | Einzel     | 631           | 59            | Ku Bon-chan     | 0–6 (75:86)   | ausgeschieden | ausgeschieden | ausgeschieden | ausgeschieden | ausgeschieden | ausgeschieden | ausgeschieden | ausgeschieden | ausgeschieden | ausgeschieden | 33   |

### Gewichtheben
| Athleten      | Wettbewerb         | Reißen  | Reißen | Stoßen  | Stoßen | Zweikampf | Zweikampf | Rang |
| Athleten      | Wettbewerb         | Gewicht | Rang   | Gewicht | Rang   | Gewicht   | Rang      | Rang |
| ------------- | ------------------ | ------- | ------ | ------- | ------ | --------- | --------- | ---- |
| Frauen        |                    |         |        |         |        |           |           |      |
| Ondrej Krúžel | Klasse über 105 kg | 165 kg  | 21     | 206 kg  | 18     | 371 kg    | 18        | 18   |

### Kanu

#### Kanurennsport
| Athleten                                      | Wettbewerb | Vorlauf      | Vorlauf | Halbfinale   | Halbfinale | Finale       | Finale | Rang   |
| Athleten                                      | Wettbewerb | Zeit         | Rang    | Zeit         | Rang       | Zeit         | Rang   | Rang   |
| --------------------------------------------- | ---------- | ------------ | ------- | ------------ | ---------- | ------------ | ------ | ------ |
| Frauen                                        |            |              |         |              |            |              |        |        |
| Martina Kohlová                               | K-1 200 m  | 41,231 s     | 2       | 41,286 s     | 4          | 41,787 s     | 10     | 10     |
| Martina Kohlová                               | K-1 500 m  | 1:53,167 min | 4       | 1:57,801 min | 5          | 1:58,211 min | 13     | 13     |
| Männer                                        |            |              |         |              |            |              |        |        |
| Peter Gelle                                   | K-1 1000 m | 3:36,342 min | 2       | 3:36,193 min | 3          | 3:40,691 min | 8      | 8      |
| Juraj Tarr Erik Vlček                         | K-2 1000 m | 3:24,728 min | 2       | 3:19,372 min | 3          | 3:15,916 min | 8      | 8      |
| Tibor Linka Denis Myšák Juraj Tarr Erik Vlček | K-4 1000 m | 2:55,628 min | 2       | 2:59,362 min | 1          | 3:05,044 min | 2      | Silber |
| Vincent Farkaš                                | C-1 1000 m | 4:12,295 min | 5       | 4:19,084 min | 5          | 4:04,013 min | 10     | 10     |

#### Kanuslalom
| Athleten                       | Wettbewerb | Vorlauf  | Vorlauf | Halbfinale | Halbfinale | Finale   | Finale | Rang   |
| Athleten                       | Wettbewerb | Zeit     | Rang    | Zeit       | Rang       | Zeit     | Rang   | Rang   |
| ------------------------------ | ---------- | -------- | ------- | ---------- | ---------- | -------- | ------ | ------ |
| Frauen                         |            |          |         |            |            |          |        |        |
| Jana Dukátová                  | K-1        | 102,25 s | 6       | 106,59 s   | 6          | 103,86 s | 4      | 4      |
| Männer                         |            |          |         |            |            |          |        |        |
| Jakub Grigar                   | K-1        | 87,85 s  | 4       | 88,84 s    | 1          | 89,43 s  | 5      | 5      |
| Matej Beňuš                    | C-1        | 95,05 s  | 6       | 100,68 s   | 8          | 95,02 s  | 2      | Silber |
| Ladislav Škantár Peter Škantár | C-2        | 100,89 s | 1       | 110,42 s   | 6          | 101,58 s | 1      | Gold   |

### Leichtathletik
Laufen und Gehen 
| Athleten          | Wettbewerb   | Runde 1     | Runde 1 | Halbfinale    | Halbfinale    | Finale          | Finale          | Rang |
| Athleten          | Wettbewerb   | Zeit        | Rang    | Zeit          | Rang          | Zeit            | Rang            | Rang |
| ----------------- | ------------ | ----------- | ------- | ------------- | ------------- | --------------- | --------------- | ---- |
| Frauen            |              |             |         |               |               |                 |                 |      |
| Iveta Putalová    | 400 m        | 52,82 s     | 41      | ausgeschieden | ausgeschieden | ausgeschieden   | ausgeschieden   | 41   |
| Lucia Klocová     | 800 m        | 2:00,57 min | 28      | ausgeschieden | ausgeschieden | ausgeschieden   | ausgeschieden   | 32   |
| Katarína Berešová | Marathon     | –           | –       | –             | –             | 2:50:54 h       | 107             | 107  |
| Mária Czaková     | 20 km Gehen  | –           | –       | –             | –             | 1:38:29 h       | 48              | 48   |
| Mária Gáliková    | 20 km Gehen  | –           | –       | –             | –             | 1:40:35 h       | 55              | 55   |
| Männer            |              |             |         |               |               |                 |                 |      |
| Jozef Repčík      | 800 m        | 1:49,95 min | 45      | ausgeschieden | ausgeschieden | ausgeschieden   | ausgeschieden   | 45   |
| Anton Kučmín      | 20 km Gehen  | –           | –       | –             | –             | 1:23:17 h       | 32              | 32   |
| Dušan Majdán      | 50 km Gehen  | –           | –       | –             | –             | 3:58:25 h       | 26              | 26   |
| Martin Tišťan     | 50 km Gehen  | –           | –       | –             | –             | disqualifiziert | disqualifiziert | –    |
| Matej Tóth        | 50 km Gehen  | –           | –       | –             | –             | 3:40:58 h       | 1               | Gold |
| Martin Kučera     | 400 m Hürden | 51,47 s     | 44      | ausgeschieden | ausgeschieden | ausgeschieden   | ausgeschieden   | 44   |

 Springen und Werfen 
| Athleten         | Wettbewerb | Qualifikation | Qualifikation | Finale        | Finale        | Rang |
| Athleten         | Wettbewerb | Weite/Höhe    | Rang          | Weite/Höhe    | Rang          | Rang |
| ---------------- | ---------- | ------------- | ------------- | ------------- | ------------- | ---- |
| Frauen           |            |               |               |               |               |      |
| Jana Velďáková   | Weitsprung | 6,48 m        | 15            | ausgeschieden | ausgeschieden | 15   |
| Dana Velďáková   | Dreisprung | 13,98 m       | 17            | ausgeschieden | ausgeschieden | 17   |
| Martina Hrašnová | Hammerwurf | 67,63 m       | 19            | ausgeschieden | ausgeschieden | 19   |
| Männer           |            |               |               |               |               |      |
| Matúš Bubeník    | Hochsprung | 2,17 m        | 35            | ausgeschieden | ausgeschieden | 35   |
| Marcel Lomnický  | Hammerwurf | 74,16 m       | 10            | 75,97 m       | 5             | 5    |

### Radsport

#### Straße
| Athleten     | Wettbewerb    | Zeit      | Rang |
| ------------ | ------------- | --------- | ---- |
| Männer       |               |           |      |
| Patrik Tybor | Straßenrennen | 6:30:05 h | 45   |

#### Mountainbike
| Athleten    | Wettbewerb    | Zeit     | Rang |
| ----------- | ------------- | -------- | ---- |
| Männer      |               |          |      |
| Peter Sagan | Cross-Country | +1 Runde | 35   |

### Schießen
| Athleten        | Wettbewerb             | Qualifikation   | Qualifikation | Finale          | Finale        | Ringe/ Scheiben | Rang |
| Athleten        | Wettbewerb             | Ringe/ Scheiben | Rang          | Ringe/ Scheiben | Rang          | Ringe/ Scheiben | Rang |
| --------------- | ---------------------- | --------------- | ------------- | --------------- | ------------- | --------------- | ---- |
| Frauen          |                        |                 |               |                 |               |                 |      |
| Danka Barteková | Skeet                  | 64              | 16            | ausgeschieden   | ausgeschieden | 64              | 16   |
| Männer          |                        |                 |               |                 |               |                 |      |
| Pavol Kopp      | Luftpistole 10 Meter   | 569             | 38            | ausgeschieden   | ausgeschieden | 569             | 38   |
| Juraj Tužinský  | Luftpistole 10 Meter   | 582             | 3             | 159,4           | 4             | 741,4           | 4    |
| Pavol Kopp      | Freie Pistole 50 Meter | 556             | 7             | 91,4            | 7             | 647,4           | 7    |
| Juraj Tužinský  | Freie Pistole 50 Meter | 541             | 33            | ausgeschieden   | ausgeschieden | 541             | 33   |
| Marián Kovačócy | Trap                   | 114             | 18            | ausgeschieden   | ausgeschieden | 114             | 18   |
| Erik Varga      | Trap                   | 114             | 21            | ausgeschieden   | ausgeschieden | 114             | 21   |

### Schwimmen
| Athleten             | Wettbewerb          | Vorlauf      | Vorlauf | Halbfinale    | Halbfinale    | Finale        | Finale        | Rang |
| Athleten             | Wettbewerb          | Zeit         | Rang    | Zeit          | Rang          | Zeit          | Rang          | Rang |
| -------------------- | ------------------- | ------------ | ------- | ------------- | ------------- | ------------- | ------------- | ---- |
| Frauen               |                     |              |         |               |               |               |               |      |
| Katarína Listopadová | 100 m Schmetterling | 59,57 s      | 29      | ausgeschieden | ausgeschieden | ausgeschieden | ausgeschieden | 29   |
| Katarína Listopadová | 100 m Rücken        | 1:01,43 min  | 22      | ausgeschieden | ausgeschieden | ausgeschieden | ausgeschieden | 22   |
| Männer               |                     |              |         |               |               |               |               |      |
| Richard Nagy         | 1500 m Freistil     | 15:26,48 min | 34      | –             | –             | ausgeschieden | ausgeschieden | 34   |
| Tomáš Klobučník      | 100 m Brust         | 1:02,93 min  | 42      | ausgeschieden | ausgeschieden | ausgeschieden | ausgeschieden | 42   |
| Richard Nagy         | 400 m Lagen         | 4:13,87 min  | 9       | –             | –             | ausgeschieden | ausgeschieden | 9    |
| Richard Nagy         | 10 km Freiwasser    | –            | –       | –             | –             | 1:53:35,4 h   | 20            | 20   |

### Synchronschwimmen
| Athletinnen                    | Wettbewerb | Qualifikation     | Qualifikation     | Qualifikation  | Qualifikation  | Qualifikation | Qualifikation | Finale         | Finale         | Finale           | Finale           |
| Athletinnen                    | Wettbewerb | Technische Kür TK | Technische Kür TK | Freie Kür FK-Q | Freie Kür FK-Q | Gesamt        | Gesamt        | Freie Kür FK-F | Freie Kür FK-F | Gesamt TK + FK-F | Gesamt TK + FK-F |
| Athletinnen                    | Wettbewerb | Punkte            | Rang              | Punkte         | Rang           | Punkte        | Rang          | Punkte         | Rang           | Punkte           | Rang             |
| ------------------------------ | ---------- | ----------------- | ----------------- | -------------- | -------------- | ------------- | ------------- | -------------- | -------------- | ---------------- | ---------------- |
| Frauen                         |            |                   |                   |                |                |               |               |                |                |                  |                  |
| Naďa Daabousová Jana Labáthová | Duett      | 78,3607           | 22                | 77,7000        | 22             | 156,0607      | 22            | ausgeschieden  | ausgeschieden  | ausgeschieden    | ausgeschieden    |

### Tischtennis
| Athleten         | Wettbewerb | 1. Runde      | 1. Runde | 2. Runde      | 2. Runde      | 3. Runde      | 3. Runde      | 4. Runde      | 4. Runde      | Viertelfinale | Viertelfinale | Halbfinale    | Halbfinale    | Finale        | Finale        | Rang          |
| Athleten         | Wettbewerb | Gegner        | Ergebnis | Gegner        | Ergebnis      | Gegner        | Ergebnis      | Gegner        | Ergebnis      | Gegner        | Ergebnis      | Gegner        | Ergebnis      | Gegner        | Ergebnis      | Rang          |
| ---------------- | ---------- | ------------- | -------- | ------------- | ------------- | ------------- | ------------- | ------------- | ------------- | ------------- | ------------- | ------------- | ------------- | ------------- | ------------- | ------------- |
| Frauen           |            |               |          |               |               |               |               |               |               |               |               |               |               |               |               |               |
| Barbora Balážová | Einzel     | Yadira Silva  | 4:0      | Li Fen        | 3:4           | ausgeschieden | ausgeschieden | ausgeschieden | ausgeschieden | ausgeschieden | ausgeschieden | ausgeschieden | ausgeschieden | ausgeschieden | ausgeschieden | ausgeschieden |
| Eva Ódorová      | Einzel     | Jennifer Wu   | 1:4      | ausgeschieden | ausgeschieden | ausgeschieden | ausgeschieden | ausgeschieden | ausgeschieden | ausgeschieden | ausgeschieden | ausgeschieden | ausgeschieden | ausgeschieden | ausgeschieden | ausgeschieden |
| Männer           |            |               |          |               |               |               |               |               |               |               |               |               |               |               |               |               |
| Wang Yang        | Einzel     | Marcos Madrid | 4:1      | Quadri Aruna  | 1:4           | ausgeschieden | ausgeschieden | ausgeschieden | ausgeschieden | ausgeschieden | ausgeschieden | ausgeschieden | ausgeschieden | ausgeschieden | ausgeschieden | ausgeschieden |

### Tennis
| Athleten                   | Wettbewerb | 1. Runde                | 1. Runde | 2. Runde              | 2. Runde      | Achtelfinale  | Achtelfinale  | Viertelfinale | Viertelfinale | Halbfinale    | Halbfinale    | Finale        | Finale        |
| Athleten                   | Wettbewerb | Gegner                  | Ergebnis | Gegner                | Ergebnis      | Gegner        | Ergebnis      | Gegner        | Ergebnis      | Gegner        | Ergebnis      | Gegner        | Ergebnis      |
| -------------------------- | ---------- | ----------------------- | -------- | --------------------- | ------------- | ------------- | ------------- | ------------- | ------------- | ------------- | ------------- | ------------- | ------------- |
| Frauen                     |            |                         |          |                       |               |               |               |               |               |               |               |               |               |
| Anna Karolína Schmiedlová  | Einzel     | Roberta Vinci           | 7:5, 6:4 | Jekaterina Makarowa   | 6:3, 4:6, 2:6 | ausgeschieden | ausgeschieden | ausgeschieden | ausgeschieden | ausgeschieden | ausgeschieden | ausgeschieden | ausgeschieden |
| Männer                     |            |                         |          |                       |               |               |               |               |               |               |               |               |               |
| Andrej Martin              | Einzel     | Denis Kudla             | 6:0, 6:3 | Philipp Kohlschreiber | walkover      | Kei Nishikori | 2:6, 2:6      | ausgeschieden | ausgeschieden | ausgeschieden | ausgeschieden | ausgeschieden | ausgeschieden |
| Andrej Martin Igor Zelenay | Doppel     | Gastão Elias João Sousa | 4:6, 2:6 | –                     | –             | ausgeschieden | ausgeschieden | ausgeschieden | ausgeschieden | ausgeschieden | ausgeschieden | ausgeschieden | ausgeschieden |

### Triathlon
| Athleten      | Wettbewerb | Zeit      | Rang |
| ------------- | ---------- | --------- | ---- |
| Männer        |            |           |      |
| Richard Varga | Einzel     | 1:47:17 h | 11   |

### Turnen

#### Gerätturnen
| Athleten         | Wettbewerb       | Qualifikation | Qualifikation | Finale        | Finale        | Rang |
| Athleten         | Wettbewerb       | Punkte        | Rang          | Punkte        | Rang          | Rang |
| ---------------- | ---------------- | ------------- | ------------- | ------------- | ------------- | ---- |
| Frauen           |                  |               |               |               |               |      |
| Barbora Mokošová | Mehrkampf Einzel | 52,799        | 49            | ausgeschieden | ausgeschieden | 49   |